# Димитров (канонерская лодка)
«Димитров» — советская речная канонерская лодка, оборудованная в начале Отечественной войны из мобилизованного парового колёсного буксира. В августе 1941 года корабль отличился успешными действиями во время обороны Киевского укреплённого района.

## Строительство
В 1932 году завод «Ленинская кузня» в Киеве спроектировал и начал серийное производство первой советской паровой компаундной машины мощностью в 400 л.с. с парораспределителем Ленца. Это позволило начать строительство серии паровых колёсных буксиров в рамках проекта СБ-51. Суда имели цельносварной корпус, просторные помещения, каюты на 1—2 человека, душевую и прачечную. Головным в серии стал буксир «Смольный».
По предвоенному мобилизационному плану четыре таких парохода нужно было мобилизовать и переоборудовать в канонерские лодки, которые по тогдашней классификации имели артиллерию главного калибра более 76 мм. Переоборудование включало усиление конструкции судна, чтобы выдерживать напряжения от отдачи орудий, 6-мм бронирование снарядных погребов и броневой боевой рубки.

## История службы
С началом войны «Димитров» мобилизовали 23 июня 1941 года по предвоенному плану и к 7—10 июля полностью переоборудовали в военный корабль на заводе им. И. В. Сталина в Киеве. Его командиром стал лейтенант запаса Мамойлик М. Я. До начала августа канонерка находилась в Киеве в резерве, а 4 августа её включили в состав Киевского отряда речных кораблей (ОРК) Пинской военной флотилии (ПВФ) для действий на южном фланге Киевского укреплённого района. В этом районе «Димитров» действовал до 13 августа. В боях за КиУР его экипажу удалось захватить в плен 3 немецких солдат.
22 августа корабль по приказу выдвинулся на север к селу Прохоров на прикрытие днепровской переправы отступающей 5-й армии Юго-Западного фронта.
Вечером 23 августа передовой отряд 111-й пехотной дивизии немцев, усиленный самоходными орудиями StuG III, опрокинул отступающие по приказу, но плохо организованные части 27-го стрелкового корпуса 37-й армии Юго-Западного фронта и захватил плацдарм на левом берегу Днепра у села Окуниново. Таким образом корабли ПВФ, действовавшие севернее, оказались отрезаны от Киева, где в то время находился штаб флотилии.
В ночь на 26 августа 1941 года канонерская лодка совместно с другими кораблями флотилии участвует в прорыве в Киев из района Чернобыль — Домантово, мимо немецкого окуниновского плацдарма. Во время огневого боя «Димитров» получил несколько попаданий, потерял управление и врезался в одну из ферм окуниновского моста, которая упала сутками раньше от обстрела канонерскими лодками «Верный» и «Кремль». Вскоре корабль затонул. Несколько членов экипажа были спасены сторожевым кораблём «Рулевой» и перевезены на левый берег Днепра. 31 августа «Димитров» исключили из списков кораблей ВМФ по приказу командующего флотом. В 1948 году останки корабля были сданы на металлолом.